# 2028 Janequeo
2028 Janequeo eller 1968 OB1 är en asteroid i huvudbältet som upptäcktes den 18 juli 1968 av den båda chilenska astronomerna Carlos R. Torres och S. Cofré på Cerro El Roble. Den har fått sitt namn efter Janequeo en hövding bland Mapuchefolket.
Asteroiden har en diameter på ungefär 3 kilometer.